# La Pobla Tornesa
la Pobla Tornesa (em valenciano e oficialmente) ou Puebla-Tornesa (em castelhano) é um município da Espanha na província de Castelló, Comunidade Valenciana. Tem 25,8 km² de área e em 2021 tinha 1 239 habitantes (densidade: 48 hab./km²).

## Demografia
| Variação demográfica do município entre 1991 e 2004 | Variação demográfica do município entre 1991 e 2004 | Variação demográfica do município entre 1991 e 2004 | Variação demográfica do município entre 1991 e 2004 |
| --------------------------------------------------- | --------------------------------------------------- | --------------------------------------------------- | --------------------------------------------------- |
| 1991                                                | 1996                                                | 2001                                                | 2004                                                |
| 510                                                 | 529                                                 | 581                                                 | 670                                                 |